# Криштоф Світлана Дмитрівна
Світлана Дмитрівна Криштоф (нар. 30 березня 1970, Київ) — кандидат педагогічних наук, старший науковий співробітник. Заслужений працівник освіти України.

## Життєпис
У 1992 році закінчила Київський інженерно-будівельний інститут і отримала кваліфікацію інженера-системотехніка. Відтоді до 1993 року там працювала.
З червня 1993 і по цей день — в Міністерстві освіти і науки України. Пройшла трудовий шлях від провідного спеціаліста до директора департаменту атестації кадрів вищої кваліфікації.
З 2019 року член Атестаційної колегії МОН України (учений секретар колегії).
З 1 липня 2020 року т.в.о. Державного секретаря Міністерства освіти і науки України.

## Вибрані праці[4]

### Посібники та монографії
- Духовно-моральне виховання дітей в історії вітчизняної педагогічної думки. — Х, 2013. — 358 с
- Духовно-моральне виховання дітей: історія і сучасні тенденції: навч. посіб. для студ. вищ. навч. закл. — Х. : Основа, 2011. — 327 с.
- Теорія і практика формування загальнонавчальних умінь і навичок молодших школярів (кінець XIX — початок XX століття): монографія. — Х. : Основа, 2011. — 181 с.
- Естетичне виховання у школах Слобожанщини (друга половина XIX — початок XX століття): історико-педагогічний аспект: навч. посіб. для студентів-бакалаврів. — Харків, 2014. — 166 с.
- Організаційна і громадсько-педагогічна діяльність Я. П. Ряппо в Україні у 20 — 30-і роки ХХ століття: монографія. — Харків, 2014. — 166 с.

### Статті
- Аспекти підготовки майбутнього вчителя до реалізації дидактичного потенціалу Інтернет-технологій у практиці навчання / Л. Білоусова, С. Криштоф // Психолого-педагогічні проблеми сільської школи. — 2012. — № 42(1). — С. 7-13.
- Аспірантура — інноваційна ступінь підготовки наукових кадрів вищої кваліфікації на сучасному етапі / Світлана Криштоф // Науковий вісник Східноєвропейського національного університету імені Лесі Українки. Педагогічні науки. — 2016. — № 2. — С. 61-65.
- Гуманістична сутність педагогічної підтримки / С. Д. Криштоф // Збірник наукових праць Харківського національного педагогічного університету імені Г. С. Сковороди. «Засоби навчальной та науково-дослідної роботи». — 2011. — Вип. 35. — С. 55-60.